# Fržital
Fržital je nenaseljeni otočić uz zapadnu obalu Istre, između Funtane i Poreča.
Površina otoka je 16650 m2, duljina obalne crte 681 m, a visina oko 10 metara. Otok je za većih plima razdvojen na 2 dijela.
U Državnom programu zaštite i korištenja malih, povremeno nastanjenih i nenastanjenih otoka i okolnog mora Ministarstva regionalnoga razvoja i fondova Europske unije, svrstan je pod male otočiće. IOO je 1202 i pripada općini Funtana.